# Bent Hedeby Sørensen
Bent Hedeby Sørensen (født 24.3. 1962 i Filskov ved Give) er en dansk kunstmaler og performance artist, der udtrykker sig gennem forskellige materialer og ofte i samarbejde med andre kunstnere. Han arbejder dels i oliemaleri, dels tværmedialt med performance, foto- og videokunst. I maleriet tager han udgangspunkt i den fotografiske genkendelighed, og tilføjer sit eget stemningsmættede udtryk, hvor han forsøger at indfange fortættede stemninger og et forunderligt nærvær med undertoner af nordisk folklore og melankoli.
Bent Hedeby Sørensens maleri opererer i spændingsfeltet mellem fotorealismen og det abstrakte maleri. Spor efter Edward Hopper, Gerhard Richter og svenske Ola Billgren blander sig med indtryk helt tilbage til romantikken og symbolismen – men takket været hans uddannelse på Güzel Sanatlar Fakültesi også med den orientalske verdens ornament-maleri.  

## Uddannelse
Bent Hedeby Sørensen er uddannet på Det Jyske Kunstakademi 1985-89 og på Mimar Sinan Güzel Sanatlar Universitet (en) (Akademiet for de Skønne Kunster) – Istanbul 1989-90 - efter forudgående at have uddannet sig på Grafisk Skole i Aarhus. Han har efterfølgende undervist i kunst på bl.a. Øregaard Gymnasium.

## Udstillinger
- 2019: "Landkending", Det ny Kastet, Thisted
- 2018: ”Treklang”, Vejle Kunstmuseum
- 2017: Portalen i Greve med Kunstnersammenslutningen PRO.

- 2016: Museumsbygningens bibliotek Arkiveret 9. juli 2022 hos  Wayback Machine, København, med Kunstnersammenslutningen PRO
- 2015: Annaborg-Hillerød Kunstforening Arkiveret 11. juli 2022 hos  Wayback Machine; Skovhuset, Værløse og Bispegården i Kalundborg.
- 2014: Nordens hus, Reykjavik, Island.
- 2013: Fanø Kunstmuseum, Skive Kunstmuseum, Det nationale portrætgalleri, Hillerød, Ljungbergmuseet (sv), Sverige, Students Kosciuszko Foundation Gallery, Manhattan og Gammelgaard i Herlev med Kunstnersammenslutningen PRO.
- 2012: The 11th. International Photo Gathering, Aleppo, Syrien, ”Tårne”, Rundetårn, Kbh.. “Undertoner”, Galleri Egelund, Kbh. og Gammelgård, Herlev, med PRO.
- 2011: Galleri Brænderigården, Horsens.
- 2010: Toves Galleri, Vesterbro og Vestjyllands Kunstmuseum, Tistrup med kunstnersammenslutningen ”Den Gyldne”.
- "Day of Rest", oliemaleri af Bent Hedeby, 20222009: The 10th. International Photo Gathering, Aleppo, Syrien, ”Exile” Silkeborg Bad og ”Realism & Beyond”, Skovhuset, Værløse Arkiveret 11. juli 2022 hos  Wayback Machine
- 2007: Sophienholm, Kongens Lyngby og KunstCentret Silkeborg Bad [6]
- 2006: PRO på Charlottenborg, København
- 2005: “REALISME?” Den Frie, København, PRO på Charlottenborg, København
- 2004: PRO på Charlottenborg, København.
- 2003: Sophienholm, Kongens Lyngby[7] og Kunstbygningen, Aarhus
- 2002: Grandes et Jeunes, Paris, og Avalon Frankrig 200, ART Copenhagen, Forum, Frederiksberg og Gallerihuset, København
- 2001: ”Den gyldne”, Charlottenborg, Vestjyllands Kunstmuseum, Tistrup, Galleri 21, Malmø og ART Copenhagen, Forum, Frederiksberg.
- 2000: PT 99, Tistrup, ”ART Copenhagen”, Forum, Frederiksberg og Gallerihuset, København
- 1998: Centre Des k, Tregastel, Frankrig og Galleri PI, København.
- 1997: Galleri 108, Roskilde og Gimsinghoved Struer, Galleri Bossky, København
- 1996: Wilsden Gallery, British Columbia, Canada, Reed Gallery, København, Bispegården, Kalundborg og Rundetårn, København
- 1995: Nicolaj Kirke, København, Reed Galleri, København
- 1994: Rampen, København, Den Frie Udstillingsbygning, København (3 artists), Kunstkorridoren, København
- "Ghost Town", oliemaleri af Bent Hedeby. Skive Museums samling1992: Galleri Eva Marker, København, Rundetårn, København
- 1991: Holstebro Kunstmuseum, Rundetårn, København
- 1990: Bir gün sergisi, Istanbul.
- 1987: Charlottenborgs censurerede forårsudstilling, København
- 1986: Kunstnernes censurerede efterårsudstilling på Den Frie, København
- 1984: Galleri Image, Aarhus

## Medlemskaber
Bent Hedeby er Medlem af Kunstnersamfundet, BKF, Repræsentantskabet for Statens Kunstfond fra 2013 til 2016, bestyrelsen for Danske Billedkunstners Fagforening og Kkart. 
Arbejdslegater og salg til Statens Kunstfond ved flere lejligheder.